# جامع عمر الأسود
جامع عمر الأسود أو (شهر سوق) وهو جامع تاريخي من مساجد العراق الأثرية، ويقع في وسط محلة (شهر سوق) في مدينة الموصل، شارع الفاروق، وسمي نسبة لبانيهِ عمر الأسود بن حسين، وهو شقيق منصور التاجر الذي بنى جامع المنصورية أو (جامع الشيخ محمد).

## صور الجامع

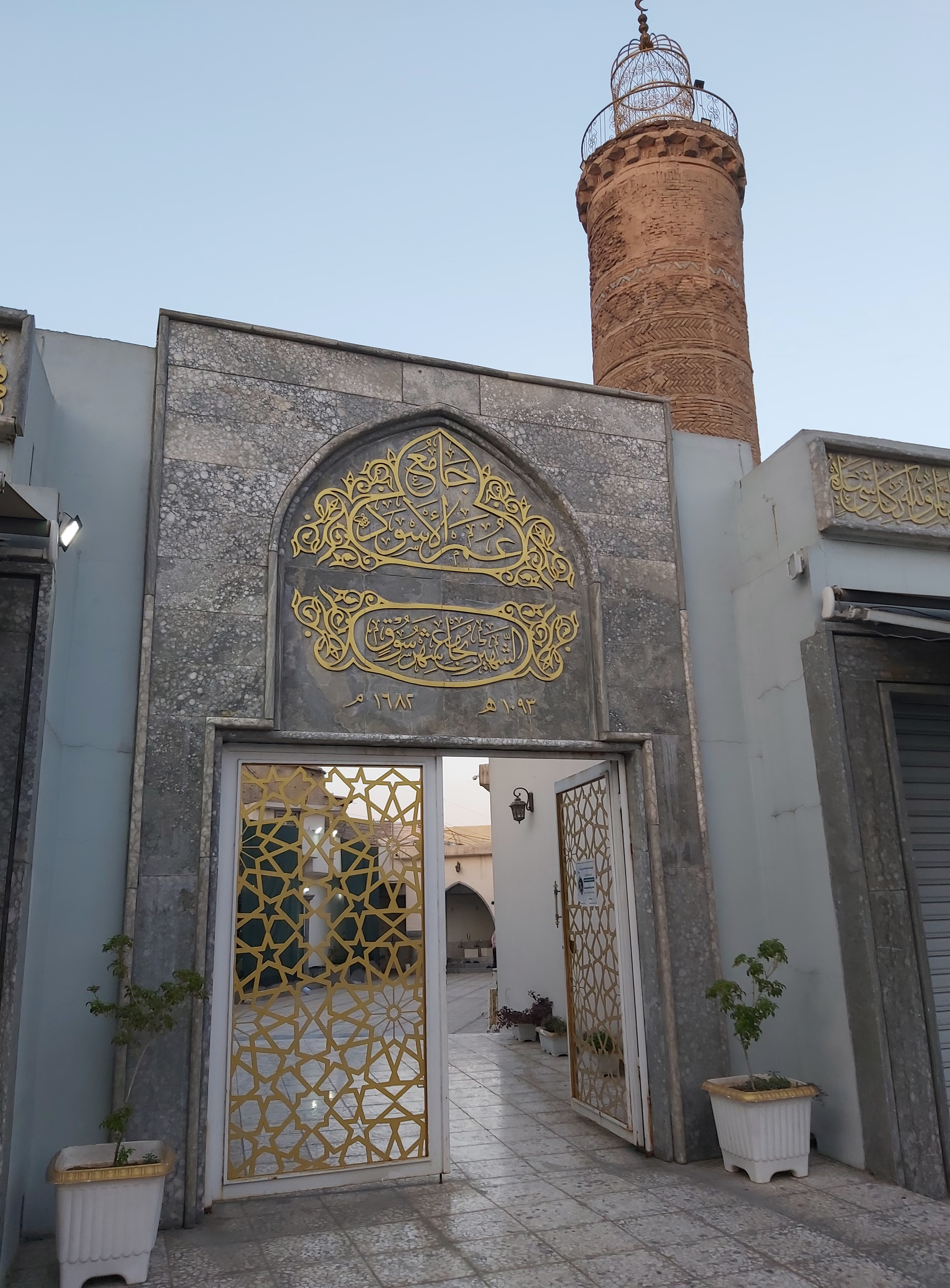
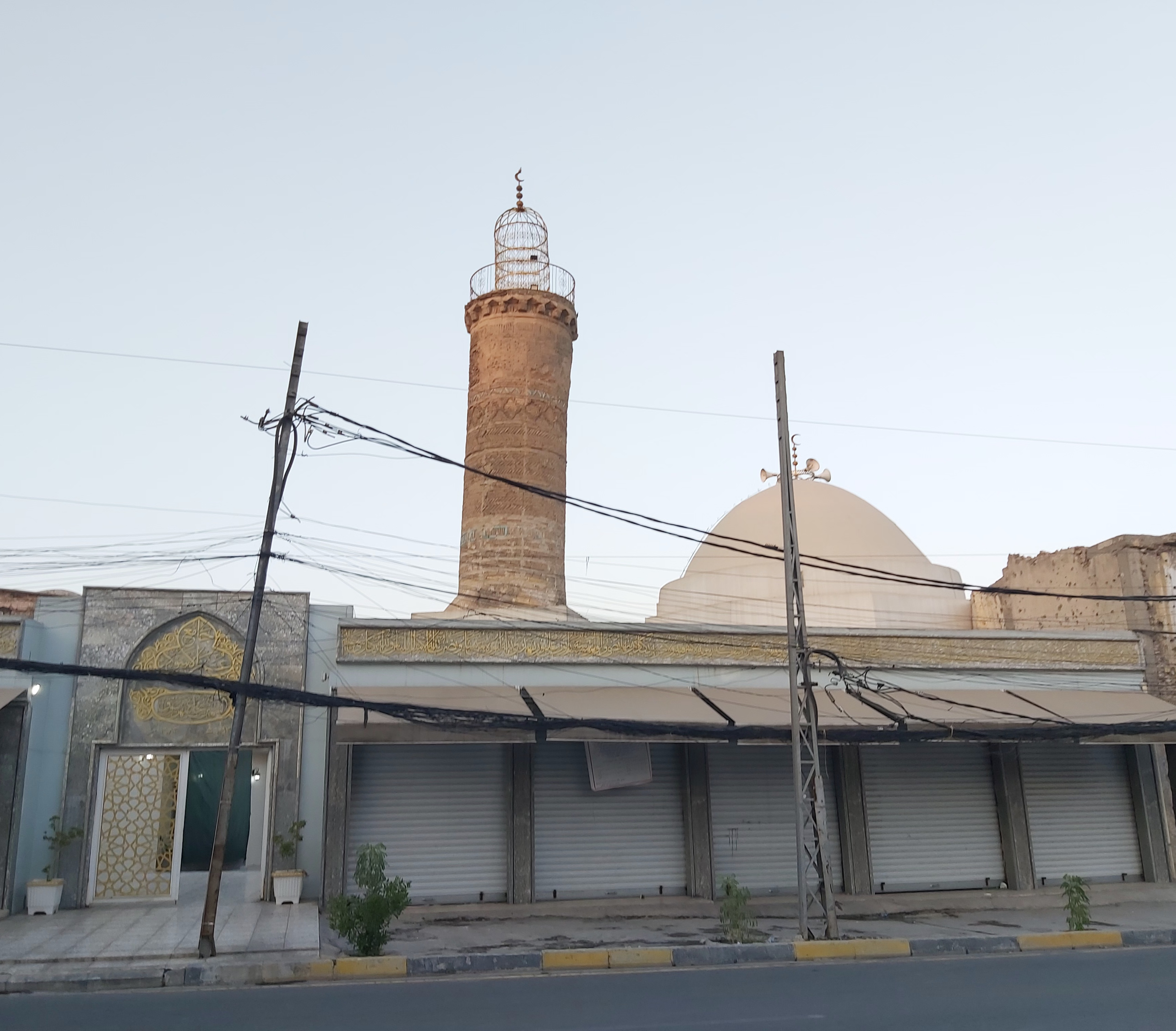
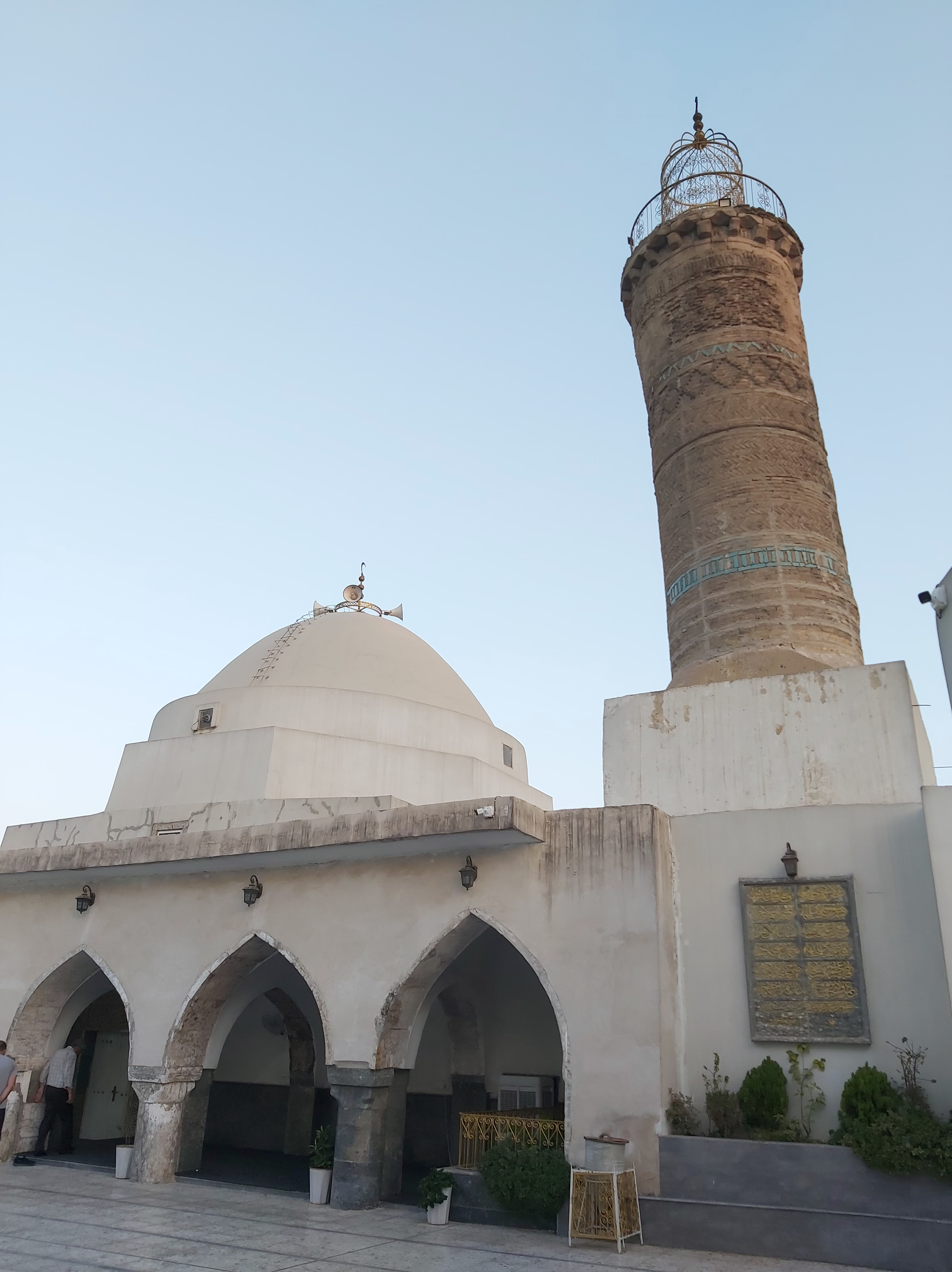
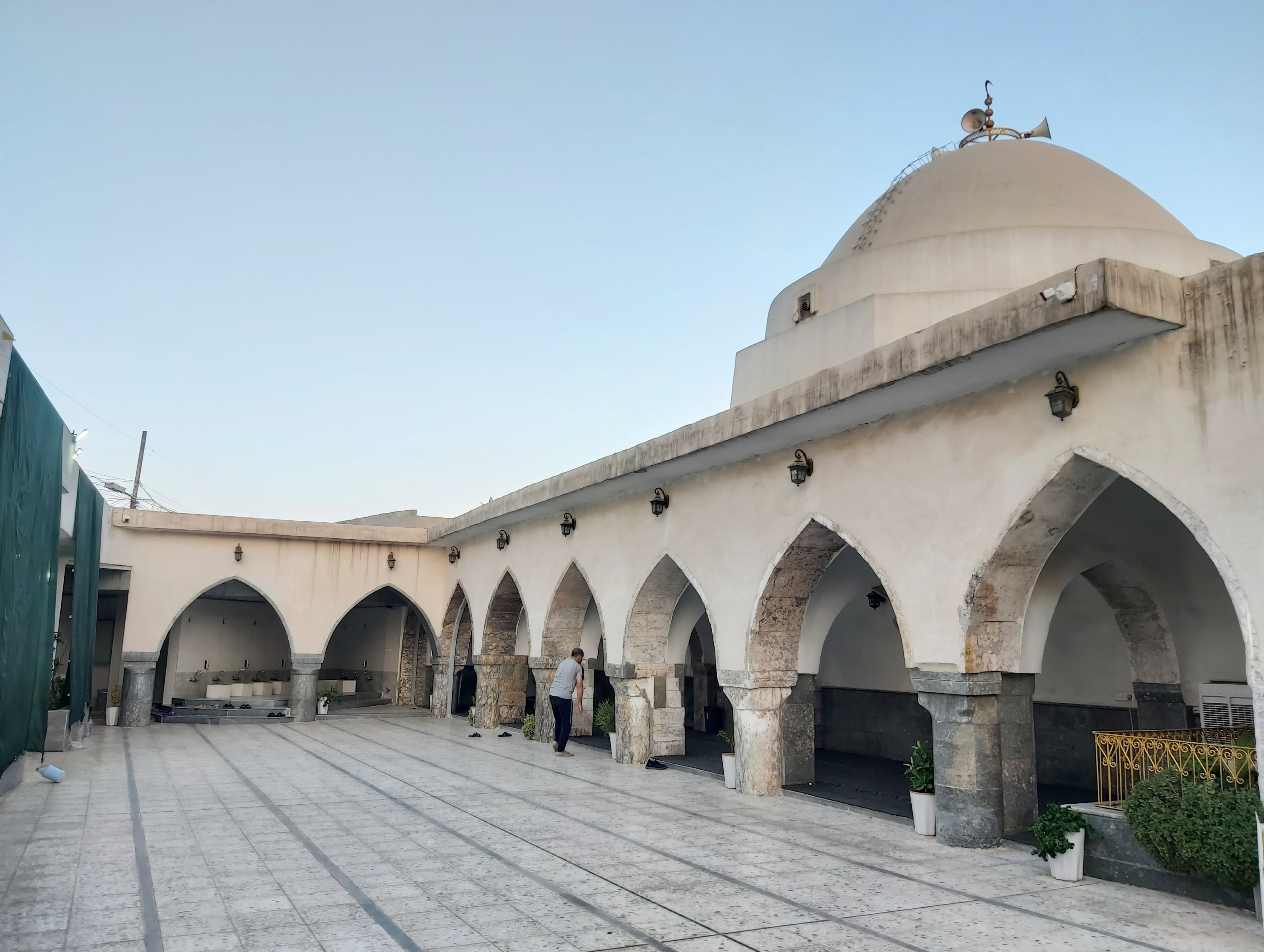
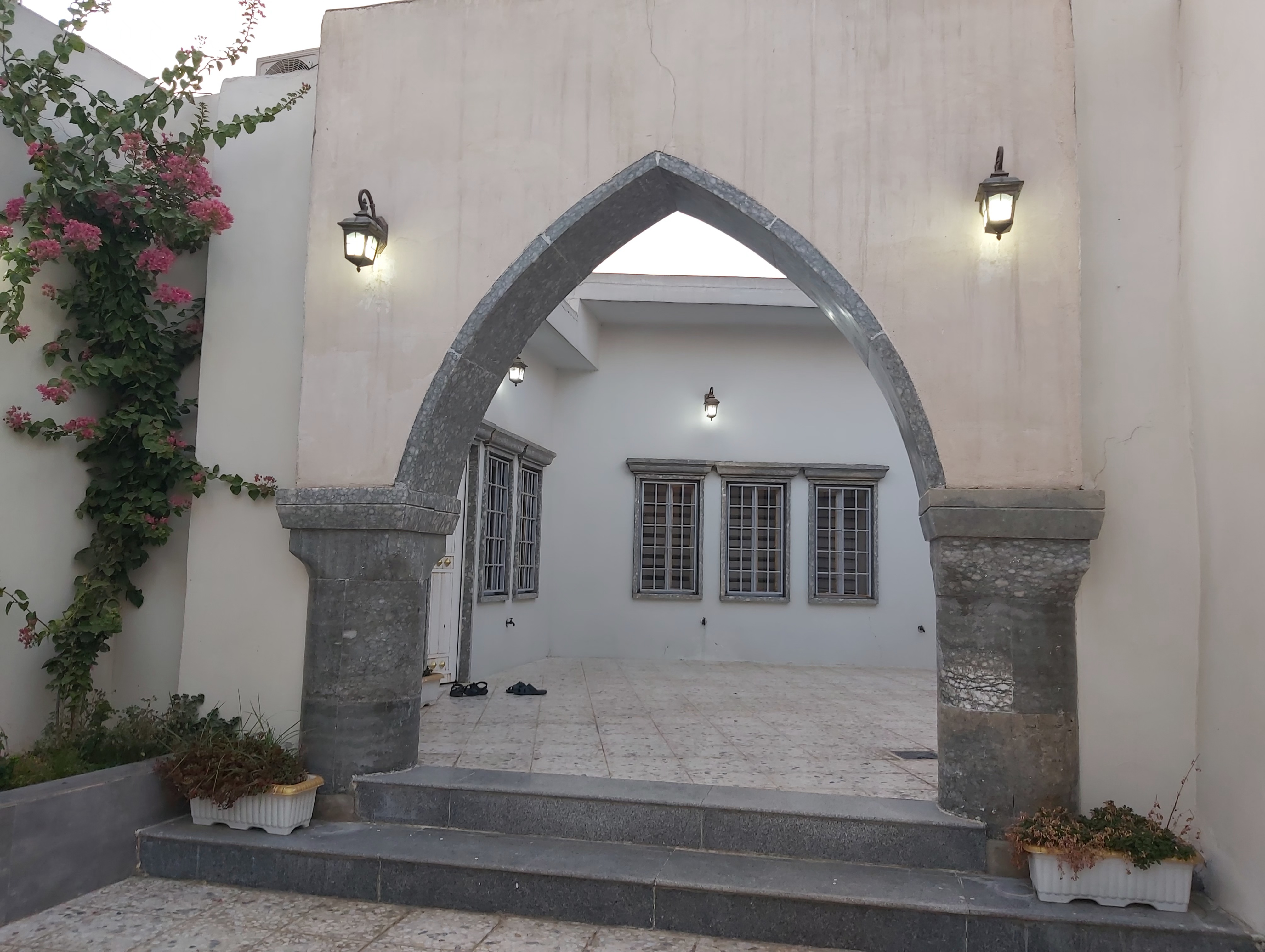
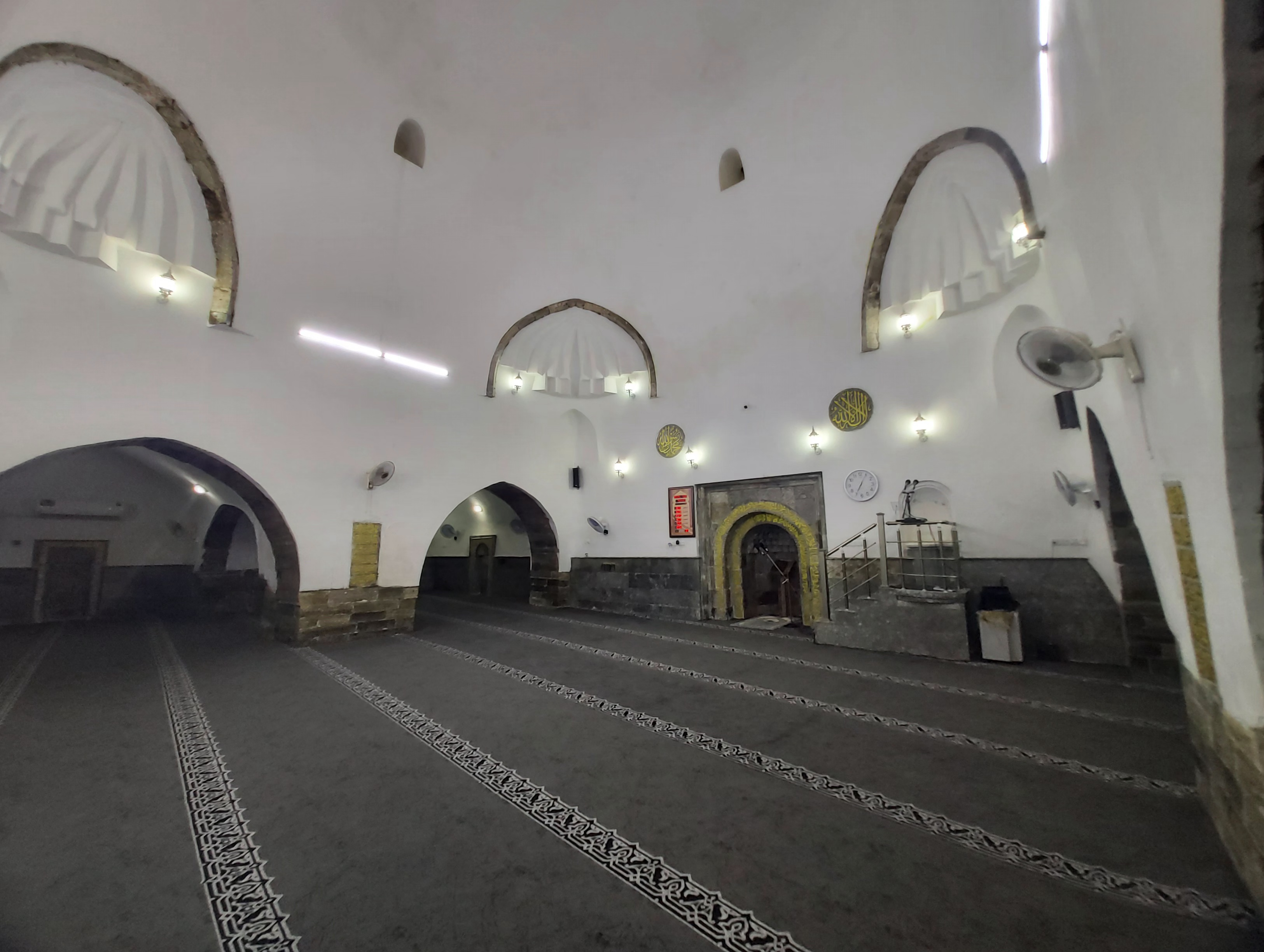
صور جامع عمر الأسود في الموصل

ويقع الجامع في شارع فاروق القديم، يجاور الجامع مبنى المصبغة التي كانت تسمى مصبغة شهر سوق، ومقابله يقع مسجد ملا عبد الحميد (مسجد الصوفية)، وأستمر بناء جامع عمر الأسود ثلاث سنوات من عام 1091هـ ولغاية عام 1093هـ، وهو بنفس التصميم المعماري لجامع أخيه منصور التاجر من حيث طراز المحراب والقبة والذي بني قبلهُ بعشر سنوات، وتوجد في المصلى ثلاثة محاريب والمحراب الكبير الواقع تحت القبة يشبه في تصميمه جامع المنصورية إلا أن الكتابات التي حولهُ أقل منه.
وفي جانبي المصلى محرابان صغيران من المرمر يتدلى قنديل محفور بالمرمر من أعلى المحراب مما يشبه السلسلة، وللمصلى ثلاث أبواب وقد ثبت قوس الباب بطريقة متشابكة في القطع المرمرية بشكل هندسي مميز، ولمبنى الجامع بابان أحدهما في شمال الجامع والآخر في شرقيه.
وفي الأروقة محرابان من المرمر يشبهان المحرابين الصغيرين الواقعين في جانبي حرم المصلى، إلا أن المحراب الأيمن قد نقل إلى المصلى ووضع عند الجدار الشرقي منهُ، وبني في محله محراب بسيط.
وفي عام 1239هـ/ 1823م، أجريت على الجامع أعمال صيانة وترميم من قبل أسرة أخت عمر الأسود، ورممت بعض أقسامهُ وبنيت فيه منارة من الآجر، ويقال إن المنارة بنيت قبل المسجد، وكانت المنارة مزينة بقطع من الآجر المزلج، ونتيجة التقادم سقط معظمهُ، وقبل فترة قليلة سقط القسم الأعلى من المنارة، ووضع عليهِ مشبك من حديد.
بانيه هو عمر الاسود شقيق الحاج منصور التاجر الذي بنى جامع المنصورية أو جامع الشيخ.قرب جامع عمر الأسود كانت ثمة مصبغة تسمى مصبغة شهر سوق ويقابل المصبغة مسجد الملا عبد الحميد المعروف بمسجد الصوفية بينهما شارع لايزيد عرضه على المترين وبعدها وسع الشارع ليكون امتدادا لشارع الفاروق ويقال ان عمارة جامع عمر الاسود استغرقت ثلاث سنوات من سنة 1091-1093 هجرية ومكتوب في الجدار الشرقي من مصلى الجامع:
بنى عمر من طيب ماله *** مساجد نال الخير فيها مع الظفر
وفي الجامع منارة مبنية من الآجر وهي مزينة بقطع من الآجر المزلج وقد سقط معظمه ولم يبق منه إلا القليل وقبل سنوات سقط القسم الأعلى من المنارة ووضع محله مشبك من الحديد وفي المصلى ثلاثة محاريب والمحراب الكبير تحت القبة وللمصلى ثلاثة أبواب وفي الاروقة محرابان من المرمر وفي سنة 1239 هجرية أوقفت له (خيري وهي أخت عمر الاسود) أملاكا وعينت له متوليا وكانت إلى جانب الجامع مقهى عامرة يرتادها أهل المحلة.، دمر الجامع أثناء عملية تحرير الموصل من تنظيم داعش عام 2017، واعيد اعمارهُ من قبل الأهالي في الموصل عام 2022.

## اعادة اعمار الجامع في نسخته الاخيره
تعرض الجامع لاضرار كبيره اثناء عمليات تحرير الموصل عام 2017 وقامت جمعية فعل الخيرات باعماره باشراف المهندس المعماري الدكتور احمد يوسف العمري واعيد افتتاحة بتاريخ 12 ربيع الاول 1444 هـ الموافق 8-10-2022 م
شملت الاضرار وجود مئات من اثار المقذوفات والاطلاقات الحربيه في كافة الجدران وفي القبة والسقوف وتعاني المنارة من وجود تصدعات عمودية متعدده  وميلان وجود فتحات المقذوفات فيها  وسقوط الجزء العلوي منها والذي يشمل الصحن والكوابيل وكان الاسوا هو طمس وازالة  كافة المعالم الزخرفية  والكتابات التي كانت في المحاريب والجدران والابواب في حجر الفرش الموصلي
اما تراكمات الاعمار غير المدروس  من اضافات  على مستوى المخطط ومستوى مواد البناء الدخيله  واشكال الفتحات فكانت طاغية قد ضيعت معالم عمارة الموصل القديمة 
وكان المدخل الرئيس السابق للجامع في شارع الفاروق اقصى الجزء الشمالي الغربي وفي نهاية المحلات التجارية التي هي وقف الجامع  ومن يدخله  يواجه بمتاهه من الجدران والممرات الغير موجهه مرورا بمنطقة ضيقة بين درج متهالك وغرفة مشيدة لاحقا  ليصل الى صحن  الجامع 
تم  استعادة صورة الجامع كما كان في النسيج التاريخي ومن خلال الصور التاريخية وتم اعادة مشهد استيعاب المنارة والقبة من خلال تاطير من قوس احدى القناطر القريبة لاعادة الجامع لهويته الاصليه
اما  في الجهه الشرقية    للجامع حيث محلات الوضوء والمرافق الصحية  والتي كانت ذات اضافات غير مدروسة في مراحل اعمار بحقب سابقة فقد جرى معالجتها 
وتم استحداث مدخل شرقي جديد للجامع من جهة حمام عبيد اغا الجليلي  وكنيسة مار بيتون لربط الجامع مع نسيجه الحضري بسبب قطع التواصل مع النسيج لغلق مسار احدى القناطر التي تعاني من الاضرار ليكون للجامع ثلاثة مداخل
تم في مراحل اعادة  الترميم ازالة غرفة مستحدثة في السطح تحجب منظر القبة من الصحن  اما داخل الجامع فقد تم رفع الانهاءات المستحدثة من حجر الحلان والجص المتاكل للجدران وتجديدها  واضافة حجر الفرش بعد اكمال التاسيسات الكهربائة الجديدة   اما المحراب فقد تم اعادة صيانة اثرية جديدة له واعادة  استظهار   الايه الكريمة (" قد نَرَى تقلُّب وَجهك في السماء فلنولينك قبلة تَرْضَاها فول وجهك شَطرَ المسجد الحَرَام  ..... والاية الكريمة ... إِنَّا فَتَحْنَا لَكَ فَتْحًا مُبِينًا....  ) على الحجر وكما كانت في السابق بعد ان كانت قد طمست من الظلاميين  
كانت المقرنصات في الحنيات الركنية الاربعة مطموسة  وغير واضحة المعالم وجرى اعادتها لسابق عهدها
العمل المهم الاخر هو اعادة المحاريب الصغيرة الاربعة بابهى صورة  بعد ان كانت بدون معالم ومتهالكة  و مطمورة بمقدار الثلث وجرى تفكيك وبناء و استظهار النقوش والكتابات  لمحرابي الشافعية والحنفية في الواجهه الجنوبية ومحراب اخر في الجهه الشرقية للجامع 
وبعد ازالة حجر الحلان المستحدث في الرواق تم اكتشاف وجود محراب خارجي مطمور جرى تفكيكه بعناية واعادة بناؤه واستظهار الكتابات والنقوش 
اما خارج المصلى الرئيسي  في مسجد شهر سوق فقد جرت الصيانة واعادة الحياة لمحراب كبير فريد في تفاصيله من الفرش الموصلي  في القاعة  في الجهه الجنوبية الغربية وفية الاية الكريمة (كُلَّمَا دَخَلَ عَلَيْهَا زَكَرِيَّا الْمِحْرَابَ  ...) ورتب المخطط ليكون مصلى للنساء 
اما المنبرالاصلي للجامع  فجرى اعادة صيانته وتنظيفه واضافة المقعد الحجري لخطيب الجامع
اما رواق الجامع  ومكوناته من الاعمدة المرمرية والعقود والاقواس ذات  الفرش الموصلي  فقد جرى اعادة صيانته وتدعيمه  بعد ان كانت اثار الحرق والسواد تغطي اجزاء منه   ليبدو كما كان في السابق بكافة تفاصيله وتعويض التالف  منه وجرى صيانه شاملة  وتعويض لكافة حجر الفرش المتضرر واعادة صقله وتلميعه ليبدو بابهى صورة كذلك جرى صيانة الاية الكريمة (وَأَنَّ الْمَسَاجِدَ لِلَّهِ فَلا تَدْعُوا مَعَ اللَّهِ أَحَدًا) والزخارف والنقوش لبوابة الدخول للمصلى من الرواق  ومعالجة ارتفاع الباب الثاني الشرقي  وتعويض القطع التالفة واستظهار الخطوط والزخارف بعد ان كانت مطموره  
جرى كذلك اعادة تصميم  الفتحات المستحدثة وتغيير تناسباتها  واكسائها  بتفاصيل الفتحات التقليدية في العمائر الموصلية ومن حجر الفرش الموصلي  وتصنيع وتجديد كتائب الحماية لها  بنفس الطراز المحلي لاعمال الحديد المعروفه في  الابواب والشبابيك 
اما في واجهة الجامع من جهة شارع الفاروق القديم حيث المحلات   فقد تم فيه تطوير واجهة الجامع واضافة شريط كتابي من ايات كريمة من سورة النور(اللَّهُ نُورُ السَّمَاوَاتِ وَالْأَرْضِ ۚ مَثَلُ نُورِهِ كَمِشْكَاةٍ فِيهَا مِصْبَاحٌ ۖ الْمِصْبَاحُ فِي زُجَاجَةٍ ۖ الزُّجَاجَةُ كَأَنَّهَا كَوْكَبٌ دُرِّيٌّ يُوقَدُ مِن شَجَرَةٍ مُّبَارَكَةٍ زَيْتُونَةٍ لَّا شَرْقِيَّةٍ وَلَا غَرْبِيَّةٍ يَكَادُ زَيْتُهَا يُضِيءُ وَلَوْ لَمْ تَمْسَسْهُ نَارٌ ۚ نُّورٌ عَلَىٰ نُورٍ ۗ يَهْدِي اللَّهُ لِنُورِهِ مَن يَشَاءُ ۚ وَيَضْرِبُ اللَّهُ الْأَمْثَالَ لِلنَّاسِ ۗ وَاللَّهُ بِكُلِّ شَيْءٍ عَلِيمٌ,  في بُيُوتٍ أَذِنَ اللَّهُ أَن تُرْفَعَ وَيُذْكَرَ فِيهَا اسْمُهُ يُسَبِّحُ لَهُ فِيهَا بِالْغُدُوِّ وَالْآصَالِ .......) بخط الثلث من الفرش الموصلي  ليكون معلم جديد للجامع 
واعادة  اكساء واجهة المحلات بالفرش  لتعود كما كانت في الصور التاريخية  
مثل اعادة اعمار المنارة تحديا كبيرا لوجود اضرار جسيمه فيها  وسقوط الجزء العلوي منها ووجود صدع كبير فيها شمل اعمارها  تدعيم القاعدة  بصب جدار خرساني  مسلح حولها وشملت الصيانة أعمال غلق مسار التشقق بالاتجاه الشاقولي للمنارة وتحشيته بمواد تخصصية واعمال التدعيم العمودي والافقي بألياف الكاربون وفق احدث التقنيات التخصصية  وتثبيتها بالمواد الراتنجية الخاصة بها واعادة بناء الجزء العلوي  وتعويض الكوابيل والمقرنصات  الناقصة  في اعلى المنارة واعادة البناء بالطابوق لتعويض الطابوق الناقص والمتضرر في المنارة  واعادة المحجر والاسطوانه الحديدية في اعلى البدن وكما كانت سابقا وهي اول منارة يتم صيانتها في جوامع الموصل من اصل 5 مأذن  تاريخية متضررة  
الاضافة الجديدة للدكتور العمري  هي تصميم  المزولة الشمسية  العمودية والتي تم بتثبيتها في الجدار الجنوبي ذي الانحراف بسيط  نحو الغرب لاحياء احد اهم جوانب التراث العلمي الانساني لمعرفة اوقات الصلاة
تم اعمار الجامع من قبل جمعية فعل الخيرات وعلى نفقة عائلة المرحوم   محمد عطية الراوي رحمه الله  ونفقة متولى الوقف الحاج رضوان صالح الشبخون  والمحسنين جزاهم الله خير الجزاء 
ارخ لاعادة اعمار الجامع وتثبيت ذلك بجدارية في قاعدة المنارة   الشيخ اكرم عبدالوهاب الملا يوسف  الموصلي   بالابيات اعلاه 
عمر الاسود فينا جامعا    قد زها فينا بديعا زاهرا
شهر سوق قد تسامى اسمه       يزدهي فذا جميلا فاخرا
واسع الرحب غدت افنانه       ببناء يتلالا ماهرا
فيه قاعات تسامى حسنها      وجمال بات يسمو ساحرا
قد بقى عمرا طويلا شامخا    صرح خير كان دهرا داهرا
عمروه حلة مرموقة     غاب ثم ارخوه فاخرا  1443 ه